# (2681) Ostrovskij
(2681) Ostrovskij (1975 VF2) – planetoida z pasa głównego asteroid okrążająca Słońce w ciągu 4,55 lat w średniej odległości 2,75 j.a. Odkryta 2 listopada 1975 roku.